# THE BOOK 3
『THE BOOK 3』（ザ・ブック3）は、2023年10月4日にソニー・ミュージックエンタテインメントから発売されたYOASOBIの4作目のEP。

## 概要
2022年以降にリリースされた「ミスター」から「勇者」までの日本語の配信シングル8曲の他、「祝福」のイントロダクションとなる「Interlude "Awakening"」、「アイドル」のイントロダクションとなる「Interlude "Worship"」が収録されている。

## 収録内容
| 全作詞・作曲・編曲: Ayase。 |                           |       |            |      |
| #                           | タイトル                  | 作詞  | 作曲・編曲 | 時間 |
| 1.                          | 「勇者」                  | Ayase | Ayase      | 3:14 |
| 2.                          | 「Interlude "Awakening"」 | Ayase | Ayase      | 0:48 |
| 3.                          | 「祝福」                  | Ayase | Ayase      | 3:12 |
| 4.                          | 「海のまにまに」          | Ayase | Ayase      | 4:16 |
| 5.                          | 「ミスター」              | Ayase | Ayase      | 3:05 |
| 6.                          | 「Interlude "Worship"」   | Ayase | Ayase      | 1:07 |
| 7.                          | 「アイドル」              | Ayase | Ayase      | 3:31 |
| 8.                          | 「セブンティーン」        | Ayase | Ayase      | 3:18 |
| 9.                          | 「アドベンチャー」        | Ayase | Ayase      | 3:18 |
| 10.                         | 「好きだ」                | Ayase | Ayase      | 3:37 |
| 合計時間:                   | 合計時間:                 | 29:26 |            |      |

## タイアップ
勇者
日本テレビ系アニメ『葬送のフリーレン』オープニングテーマ
祝福
毎日放送・TBS系アニメ『機動戦士ガンダム 水星の魔女』Season1オープニングテーマ、Season2最終話エンディングテーマ
第72回別府大分毎日マラソン大会テーマソング
ミスター
『ミュシャ展　マルチ・アーティストの先駆者』イメージソング
アイドル
TVアニメ『【推しの子】』オープニングテーマ
アドベンチャー
ユニバーサル・スタジオ・ジャパン「ユニ春」CMソング
好きだ
クラシエホームプロダクツ「いち髪」「日本の四季」篇、「秋の髪」篇、「春の髪」篇CMソング